# Limenitis atlantis
Limenitis atlantis är en fjärilsart som beskrevs av Nakahara 1922. Limenitis atlantis ingår i släktet Limenitis och familjen praktfjärilar. Inga underarter finns listade i Catalogue of Life.